# Benzoesan sodu
Benzoesan sodu, E211, C
6H
5COONa – organiczny związek chemiczny, sól sodowa kwasu benzoesowego, stosowana jako konserwant żywności. Na skalę przemysłową uzyskuje się go syntetycznie. Ma właściwości bakteriostatyczne i fungistatyczne, hamuje rozwój drożdży, pleśni, bakterii masłowych, octowych oraz w mniejszym stopniu mlekowych. Obecność dwutlenku siarki, dwutlenku węgla, soli kuchennej, cukru spożywczego, kwasu sorbowego (lub jego soli) zwiększa jego aktywność.

## Występowanie
W postaci anionu benzoesanowego występuje głównie w jagodach borówki czarnej, a także w niewielkich ilościach w jagodach żurawiny, grzybach, cynamonie, goździkach oraz niektórych produktach mlecznych (efekt fermentacji bakteryjnej).

## Właściwości biologiczne
W organizmie dobrze się wchłania z przewodu pokarmowego. W wątrobie tworzy kwas hipurowy, przez połączenie z glicyną. Kwas ten w ciągu 12 godzin jest całkowicie wydalany z moczem (do 97% może być wydalony w ciągu 4 godzin).

## Zastosowanie

### Spożywcze
Benzoesan sodu jest szeroko stosowany w przemyśle spożywczym jako środek do konserwacji żywności o symbolu E211 według nomenklatury Unii Europejskiej. Pełni również rolę solubilizatora, na przykład w połączeniu z kofeiną w preparacie Coffeini et Natrii benzoas.
Stosuje się go do konserwacji, między innymi:
- przetworów owocowych[2] (dopuszczalna zawartość: 0,5 grama na kilogram produktu)
- przetworów warzywnych[2], różnych sałatek[2] (< 1 g/kg), koncentratu pomidorowego[6] (1,5 g/kg – dotyczy półproduktu)
- konserw rybnych, ryb (< 1 g/kg), krewetek gotowanych (< 2 g/kg)
- napojów gazowanych[2][6] (< 0,15 g/l)
- margaryny[2].

Używany jest także jako konserwant: przecierów, dżemów, soków owocowych, sosów, marynat, majonezów, serów oraz jako ekstrakt słodowy w piekarnictwie.

### Medyczne
Działa słabo wykrztuśnie i odkażająco. Podrażnia śluzówkę przewodu pokarmowego, przez co zwiększa rozpuszczalność niektórych związków (np. kofeiny). Podrażnia, zarówno bezpośrednio, jak i odruchowo, błonę śluzową oskrzeli, dzięki czemu zwiększa wydzielanie oskrzelowych gruczołów błonowych. Stosuje się go przy stanach zapalnych i rozstrzeniach oskrzeli oraz przy zapaleniach jamy ustnej pochodzenia bakteryjnego. Jest także składnikiem zapobiegającym korozji w płynach do przechowywania narzędzi chirurgicznych. Niekiedy stosuje się go również jako składnik odkażający różnej postaci leków.
Jest składnikiem pomocniczych środków diagnostycznych przy badaniach wątroby oraz past do zębów.

### W pirotechnice
Benzoesan sodu ma dość szerokie zastosowanie w pirotechnice amatorskiej, jak i komercyjnej. Wykonuje się z niego mieszaninę świszczącą (potocznie świszczała lub SSA). Jest dobrym żółtym barwnikiem płomienia (dzięki zawartości sodu), który spalając się wytwarza duże ilości gazów.

## Zagrożenia
W badaniu The International Programme on Chemical Safety nie stwierdzono szkodliwego wpływu dziennych dawek 647–825 mg benzoesanu sodu na kilogram masy ciała człowieka. Substancja ta nie kumuluje się w organizmie i jest łatwo z niego wydalana w moczu.
Duże dawki benzoesanu sodu działają drażniąco na śluzówkę żołądka, dlatego spożycie zawierających go produktów może u osób nadwrażliwych (np. chorych na chorobę wrzodową) powodować dolegliwości bólowe. W połączeniu z witaminą C (E300) może przekształcić się w rakotwórczy benzen, co ma znaczenie szczególnie w przypadku napojów gazowanych, w których stosuje się jednocześnie obie te substancje. Ciepło i naświetlenie to czynniki przyspieszające formowanie się benzenu. Według badań z lat 2005–2007 w zdecydowanej większości napojów poziom benzenu był poniżej progu wykrywalności lub znacznie poniżej dozwolonego limitu 5 ppb.
W bezpośrednim kontakcie może wywołać podrażnienia skóry, oczu, śluzówki nosa, a nawet wstrząs anafilaktyczny.